# Antheacheres
Antheacheres är ett släkte av kräftdjur som beskrevs av Michael Sars 1857. Antheacheres ingår i familjen Antheacheridae.
Släktet innehåller bara arten Antheacheres duebeni. Antheacheres är enda släktet i familjen Antheacheridae.